# S.P.A.L. 2021-2022
Questa voce raccoglie le informazioni riguardanti la S.P.A.L. nelle competizioni ufficiali della stagione 2021-2022.

## Stagione
Il 13 agosto 2021 l'avvocato statunitense Joe Tacopina rileva il 49% delle quote societarie dalla famiglia Colombarini e diviene il primo presidente straniero nella storia della SPAL, contestualmente sigla un accordo che prevede in tempi brevi l'acquisizione della totalità del club biancazzurro. Il 7 febbraio 2022 lo stesso Tacopina diventa ufficialmente proprietario della società al 100%.
Il 2 luglio 2021 viene nominato come allenatore il catalano Pep Clotet, poi sostituito in panchina da Roberto Venturato il 5 gennaio 2022. Gli estensi concludono il torneo in quindicesima posizione a quota 42 punti, 7 lunghezze sopra la zona play-out.

## Divise e sponsor
La stagione 2021-2022 è la quinta consecutiva per lo sponsor tecnico Macron come fornitore della SPAL. Gli sponsor ufficiali sono Adamant BioNRG, Golden Group ed Errebi Technology.

## Organigramma societario
Area direttiva
- Presidente: Joe Tacopina
- Consiglieri di amministrazione: Patrick Carroll, Simone Colombarini, Lorenzo Bazzoni
- Direttore generale: Andrea Gazzoli
- Responsabile amministrazione, finanza e controllo: Dante Scibilia
- Direttore commerciale: Alessandro Crivellaro

Area organizzativa
- Segretario generale: Stefano Salis
- Segretario sportivo: Michele Sebastiani
- Data protection officer: Alessandro Vasta
- Team manager: Alessandro Andreini
- Stadium manager: Pietro Pelucchi
- Delegato alla sicurezza: Ferruccio Taroni
- Vicedelegata alla sicurezza: Samantha Tomasini
- Supporter liaison officer: Luca Pozzoni

Area comunicazione e marketing
- Responsabile marketing e comunicazione: Veronica Bon
- Addetto marketing e comunicazione: Lorenzo Marchetti
- Area marketing: Claudia Sgarbanti
- Responsabile ufficio stampa: Enrico Menegatti
- Social media manager: Giovanni Moro
- Responsabile multimedia: Mirco Gadda
- Responsabile biglietteria: Marinella Casoni

Area sportiva
- Responsabile: Massimo Tarantino
- Direttore sportivo: Giorgio Zamuner
- Collaboratore: Ivone De Franceschi

Area tecnica
- Allenatore: Pep Clotet (fino al 5/1/2022), Roberto Venturato
- Allenatore in seconda: Xavi Bernal (fino al 5/1/2022), Andrea Bruniera
- Preparatore atletico: Emanuele Tononi
- Preparatore dei portieri: Cristiano Scalabrelli
- Collaboratori tecnici: José Escobar (fino al 5/1/2022), Francesco Zanoncelli, Gianni Vio, Fabrizio Franceschetti
- Match analyst: Francesco Checcucci

Area sanitaria
- Responsabile: Raffaella Giagnorio
- Medico sociale: Francesco Palummieri, Nicola Sorino
- Recupero infortunati: Carlo Voltolini
- Fisioterapisti: Daniele Zannini, Matteo Evangelisti, Piero Bortolin, Vittorio Bronzi

## Rosa
Rosa e numerazione sono aggiornate al 6 maggio 2022.

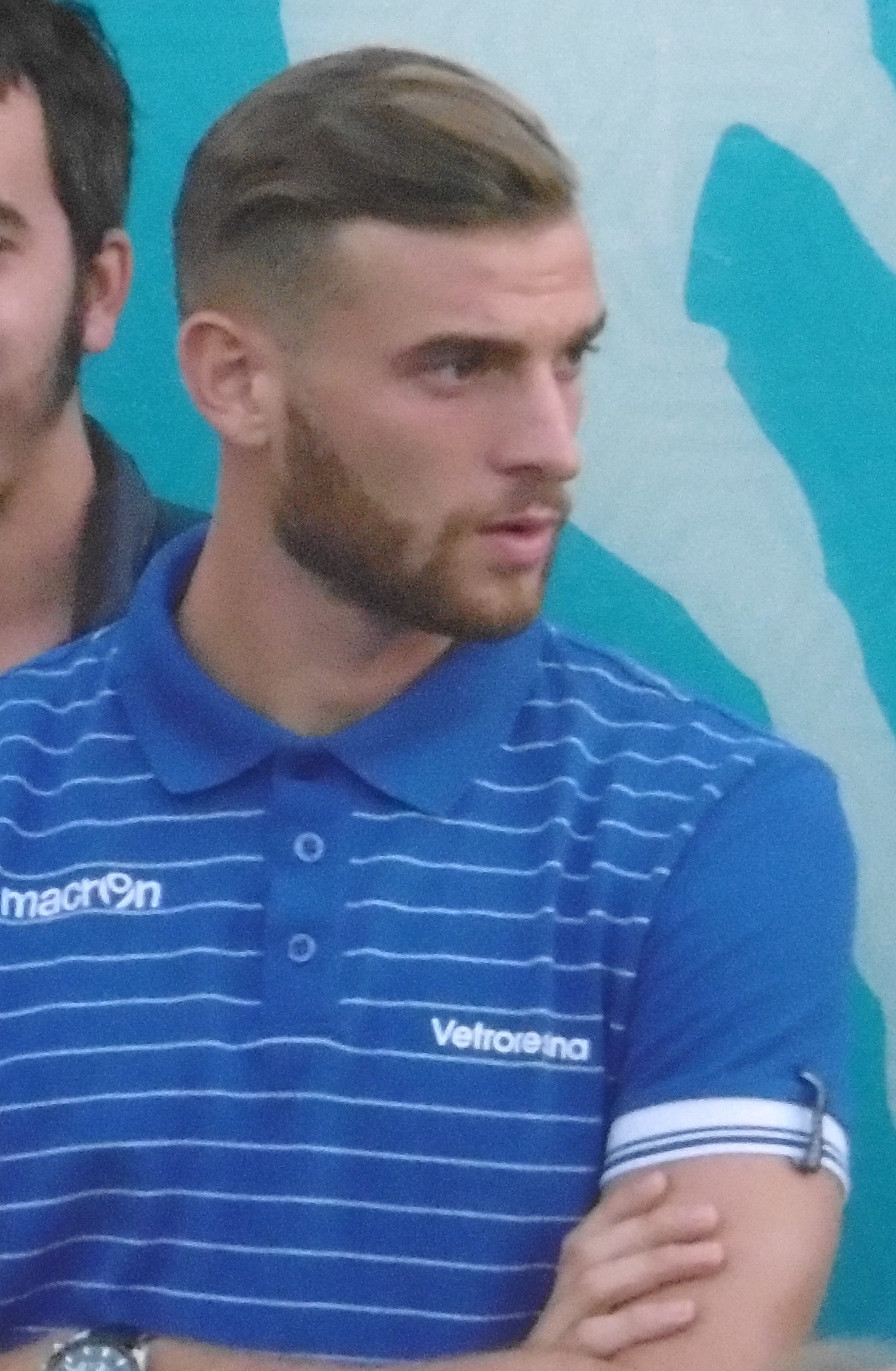
Francesco Vicari, capitano biancazzurro nella stagione 2021-2022.

| N. |                      | Ruolo | Calciatore              |
| -- | -------------------- | ----- | ----------------------- |
| 1  | Italia (bandiera)    | P     | Alberto Pomini          |
| 2  | Liberia (bandiera)   | D     | Mark Pabai              |
| 3  | Italia (bandiera)    | D     | Alessandro Tripaldelli  |
| 4  | Marocco (bandiera)   | C     | Ayoub Abou              |
| 5  | Italia (bandiera)    | C     | Salvatore Esposito      |
| 6  | Italia (bandiera)    | D     | Biagio Meccariello      |
| 7  | Italia (bandiera)    | C     | Giovanni Crociata       |
| 8  | Italia (bandiera)    | C     | Marco Mancosu           |
| 9  | Italia (bandiera)    | A     | Lorenzo Colombo         |
| 10 | Italia (bandiera)    | A     | Federico Di Francesco   |
| 10 | Italia (bandiera)    | C     | Niccolò Zanellato       |
| 11 | Italia (bandiera)    | C     | Alessandro Murgia       |
| 11 | Italia (bandiera)    | A     | Federico Melchiorri     |
| 13 | Estonia (bandiera)   | C     | Georgi Tunjov           |
| 14 | Argentina (bandiera) | C     | Franco Zuculini         |
| 16 | Italia (bandiera)    | D     | Filippo Saiani          |
| 17 | Italia (bandiera)    | D     | Elio Capradossi         |
| 18 | Italia (bandiera)    | A     | Mattia Finotto          |
| 19 | Italia (bandiera)    | C     | Luca Mora               |
| 20 | Islanda (bandiera)   | A     | Mikael Egill Ellertsson |
| 21 | Senegal (bandiera)   | A     | Demba Seck              |
| 22 | Senegal (bandiera)   | P     | Demba Thiam             |

| N. |                           | Ruolo | Calciatore                  |
| -- | ------------------------- | ----- | --------------------------- |
| 23 | Italia (bandiera)         | D     | Francesco Vicari (capitano) |
| 24 | Italia (bandiera)         | D     | Lorenzo Dickmann            |
| 25 | Italia (bandiera)         | D     | Riccardo Spaltro            |
| 27 | Italia (bandiera)         | D     | Alberto Almici              |
| 28 | Italia (bandiera)         | A     | Luca Vido                   |
| 29 | Polonia (bandiera)        | D     | Patryk Peda                 |
| 32 | Italia (bandiera)         | C     | Marco Pinato                |
| 33 | Italia (bandiera)         | D     | Luca Coccolo                |
| 40 | Italia (bandiera)         | C     | Jacopo Da Riva              |
| 49 | Italia (bandiera)         | A     | Giuseppe Rossi              |
| 54 | Italia (bandiera)         | P     | Enrico Alfonso              |
| 77 | Italia (bandiera)         | C     | Federico Viviani            |
| 79 | Italia (bandiera)         | D     | Moustapha Yabre             |
| 87 | Rep. Ceca (bandiera)      | D     | David Heidenreich           |
| 90 | Italia (bandiera)         | P     | Andrea Seculin              |
| 91 | Italia (bandiera)         | D     | Raffaele Celia              |
| 92 | Italia (bandiera)         | P     | Andrea Rigon                |
| 95 | Germania (bandiera)       | D     | Steven Nador                |
| 96 | Italia (bandiera)         | P     | Lorenzo Abati               |
| 97 | Italia (bandiera)         | A     | Ludovico D'Orazio           |
| 98 | Italia (bandiera)         | A     | Kevin Piscopo               |
| 99 | Costa d'Avorio (bandiera) | A     | Emmanuel Latte Lath         |

## Calciomercato

### Sessione estiva(dal 1/7 al 31/8)
| Acquisti         | Acquisti               | Acquisti          | Acquisti                                          |
| R.               | Nome                   | da                | Modalità                                          |
| ---------------- | ---------------------- | ----------------- | ------------------------------------------------- |
| P                | Alberto Pomini         | Venezia           | svincolato                                        |
| P                | Andrea Seculin         | Chievo            | svincolato                                        |
| D                | Steven Nador           | Chievo            | svincolato                                        |
| D                | Luca Coccolo           | Juventus          | prestito con diritto di riscatto e controriscatto |
| D                | David Heidenreich      | Atalanta          | prestito                                          |
| D                | Elio Capradossi        | Spezia            | prestito con diritto di riscatto                  |
| D                | Alessandro Tripaldelli | Cagliari          | prestito con obbligo di riscatto                  |
| D                | Raffaele Celia         | Sassuolo          | definitivo                                        |
| C                | Jacopo Da Riva         | Atalanta          | prestito                                          |
| C                | Franco Zuculini        | Defensor Sporting | svincolato                                        |
| C                | Ayoub Abou             | Real M. Castilla  | definitivo                                        |
| C                | Giovanni Crociata      | Empoli            | prestito con diritto di riscatto                  |
| C                | Marco Mancosu          | Lecce             | definitivo                                        |
| A                | Kevin Piscopo          | Empoli            | prestito con diritto di riscatto                  |
| A                | Ludovico D'Orazio      | Roma              | definitivo                                        |
| A                | Emmanuel Latte Lath    | Atalanta          | prestito                                          |
| A                | Lorenzo Colombo        | Milan             | prestito                                          |
| A                | Federico Melchiorri    | Perugia           | prestito                                          |
| Altre operazioni |                        |                   |                                                   |
| R.               | Nome                   | da                | Modalità                                          |
| P                | Marco Meneghetti       | Südtirol          | fine prestito                                     |
| D                | Kevin Bonifazi         | Udinese           | fine prestito                                     |
| D                | Paolo Cannistrà        | Piacenza          | fine prestito                                     |
| C                | Davide Mazzocco        | Virtus Entella    | fine prestito                                     |
| A                | Federico Di Francesco  | Sassuolo          | riscatto del cartellino                           |

| Cessioni         | Cessioni              | Cessioni        | Cessioni                         |
| R.               | Nome                  | a               | Modalità                         |
| ---------------- | --------------------- | --------------- | -------------------------------- |
| P                | Etrit Berisha         | Torino          | prestito con obbligo di riscatto |
| P                | Maurice Gomis         | Agia Napa       | svincolato                       |
| D                | Nenad Tomović         | AEK Larnaca     | svincolato                       |
| D                | Caleb Okoli           | Atalanta        | fine prestito                    |
| D                | Luca Ranieri          | Fiorentina      | fine prestito                    |
| D                | Leonardo Sernicola    | Sassuolo        | fine prestito                    |
| C                | Marco Sala            | Sassuolo        | fine prestito                    |
| C                | Georgi Tunjov         | Carrarese       | prestito                         |
| C                | Alessandro Murgia     | Perugia         | prestito                         |
| C                | Simone Missiroli      | Cesena          | risoluzione contratto            |
| C                | Jacopo Segre          | Torino          | fine prestito                    |
| C                | Mattia Valoti         | Monza           | prestito con obbligo di riscatto |
| C                | Gabriel Strefezza     | Lecce           | definitivo                       |
| A                | Federico Di Francesco | Empoli          | prestito con diritto di riscatto |
| A                | Luca Moro             | Padova          | fine prestito                    |
| A                | Raúl Asencio          | Genoa           | fine prestito                    |
| A                | Marco Tumminello      | Atalanta        | fine prestito                    |
| A                | Alberto Paloschi      | Siena           | svincolato                       |
| A                | Sergio Floccari       | -               | termine carriera                 |
| Altre operazioni |                       |                 |                                  |
| R.               | Nome                  | da              | Modalità                         |
| P                | Cesare Galeotti       | Pergolettese    | prestito                         |
| P                | Marco Meneghetti      | Gubbio          | prestito                         |
| D                | Igor                  | Fiorentina      | riscatto del cartellino          |
| D                | Kevin Bonifazi        | Bologna         | definitivo                       |
| D                | Jakub Iskra           | Śląsk Breslavia | prestito con diritto di riscatto |
| D                | Moustapha Yabre       | Cesena          | prestito                         |
| C                | Emmanuel Cuomo        | Nocerina        | prestito                         |
| C                | Luca Magnanini        | Ravenna         | prestito                         |
| C                | Federico Zanchetta    | Lucchese        | prestito                         |
| C                | Davide Mazzocco       | Cittadella      | risoluzione contratto            |
| A                | Jaume Cuéllar         | Lugo            | svincolato                       |

### Operazioni tra le due sessioni
| Acquisti | Acquisti       | Acquisti | Acquisti   |
| R.       | Nome           | da       | Modalità   |
| -------- | -------------- | -------- | ---------- |
| A        | Giuseppe Rossi | -        | svincolato |

| Cessioni | Cessioni | Cessioni | Cessioni |
| R.       | Nome     | a        | Modalità |
| -------- | -------- | -------- | -------- |

### Sessione invernale(dal 3/1 al 31/1)
| Acquisti         | Acquisti           | Acquisti   | Acquisti      |
| R.               | Nome               | da         | Modalità      |
| ---------------- | ------------------ | ---------- | ------------- |
| P                | Enrico Alfonso     | Cremonese  | definitivo    |
| D                | Biagio Meccariello | Lecce      | definitivo    |
| D                | Mark Pabai         | PEC Zwolle | definitivo    |
| D                | Alberto Almici     | Palermo    | definitivo    |
| C                | Marco Pinato       | Sassuolo   | prestito      |
| C                | Niccolò Zanellato  | Crotone    | definitivo    |
| A                | Mattia Finotto     | Monza      | definitivo    |
| A                | Luca Vido          | Atalanta   | prestito      |
| Altre operazioni |                    |            |               |
| R.               | Nome               | da         | Modalità      |
| D                | Moustapha Yabre    | Cesena     | fine prestito |

| Cessioni         | Cessioni           | Cessioni     | Cessioni      |
| R.               | Nome               | a            | Modalità      |
| ---------------- | ------------------ | ------------ | ------------- |
| P                | Andrea Seculin     | Pistoiese    | definitivo    |
| D                | Riccardo Spaltro   | Renate       | prestito      |
| D                | Luca Coccolo       | Juventus     | fine prestito |
| A                | Kevin Piscopo      | Empoli       | fine prestito |
| A                | Demba Seck         | Torino       | definitivo    |
| Altre operazioni |                    |              |               |
| R.               | Nome               | da           | Modalità      |
| D                | Paolo Cannistrà    | RG Ticino    | definitivo    |
| A                | Pietro Biancheri   | Montebelluna | prestito      |
| A                | Jionathan Campagna | Ravenna      | prestito      |

### Operazioni successive alle due sessioni
| Acquisti | Acquisti | Acquisti | Acquisti |
| R.       | Nome     | da       | Modalità |
| -------- | -------- | -------- | -------- |

| Cessioni | Cessioni   | Cessioni    | Cessioni |
| R.       | Nome       | a           | Modalità |
| -------- | ---------- | ----------- | -------- |
| C        | Ayoub Abou | Carsko Selo | prestito |

## Risultati

### Serie B

#### Girone di andata
| Arbitro: | Camplone (Pescara) |

|            |           |  |
| Sibilli 1’ | Marcatori |  |

| Arbitro: | Ayroldi (Molfetta) |

|                                                                     |           |  |
| Mancosu 18’ Colombo 37’ Capradossi 45+3’ Viviani 69’ Latte Lath 75’ | Marcatori |  |

| Arbitro: | Massimi (Termoli) |

|             |           |                    |
| Colombo 14’ | Marcatori | 54’ Carlos Augusto |

| Arbitro: | Baroni (Firenze) |

|                          |           |                          |
| Hetemaj 16’ Montalto 69’ | Marcatori | 35’ (rig.) Sal. Esposito |

| Arbitro: | Di Martino (Teramo) |

|                                  |           |                                   |
| Seck 30’ Viviani 53’ Colombo 62’ | Marcatori | 37’ (aut.) Capradossi 90+4’ Proia |

| Arbitro: | Marcenaro (Genova) |

|              |           |  |
| Martella 26’ | Marcatori |  |

| Arbitro: | Paterna (Teramo) |

|                           |           |                        |
| Viviani 82’ Colombo 90+1’ | Marcatori | 27’ Tutino 68’ Vázquez |

| Cittadella 17 ottobre 2021, ore 20:30 CEST 8ª giornata | Cittadella                | 0 – 0 referto | SPAL | Stadio Piercesare Tombolato (2.233 spett.)\| Arbitro: \| Ferrieri Caputi (Livorno) \| |
| Arbitro:                                               | Ferrieri Caputi (Livorno) |               |      |                                                                                       |

| Arbitro: | Abbattista (Molfetta) |

|                    |           |            |
| Vignali 76’ (aut.) | Marcatori | 2’ Gliozzi |

| Arbitro: | Miele (Nola) |

|  |           |             |
|  | Marcatori | 63’ Colombo |

| Arbitro: | Zufferli (Udine) |

|             |           |                               |
| Mancosu 26’ | Marcatori | 18’ Curado 86’ (rig.) De Luca |

| Arbitro: | Colombo (Como) |

|               |           |                |
| Buonaiuto 33’ | Marcatori | 44’ Melchiorri |

| Arbitro: | Marcenaro (Genova) |

|                          |           |                                         |
| Mancosu 21’ Dickmann 28’ | Marcatori | 23’ Chiarello 34’ Corazza 38’ Arrighini |

| Arbitro: | Maresca (Napoli) |

|  |           |              |
|  | Marcatori | 58’ G. Rossi |

| Arbitro: | Guida (Torre Annunziata) |

|             |           |                                 |
| Colombo 41’ | Marcatori | 23’ Gargiulo 51’, 77’ Strefezza |

| Arbitro: | Sozza (Seregno) |

|            |           |                           |
| Kargbo 88’ | Marcatori | 2’ Melchiorri 49’ Mancosu |

| Arbitro: | Giacomelli (Trieste) |

|  |           |                        |
|  | Marcatori | 48’ Tramoni 72’ Bisoli |

| Arbitro: | Marchetti (Ostia Lido) |

|                                  |           |  |
| Zerbin 33’, 38’ Gatti 45+2’, 71’ | Marcatori |  |

| Arbitro: | Baroni (Firenze) |

|             |           |           |
| Da Riva 87’ | Marcatori | 22’ Tello |

#### Girone di ritorno
| Ferrara 29 dicembre 2021, ore 14:00 CET 20ª giornata | SPAL               | 0 – 0 referto | Pisa | Stadio Paolo Mazza (2.859 spett.)\| Arbitro: \| Ayroldi (Molfetta) \| |
| Arbitro:                                             | Ayroldi (Molfetta) |               |      |                                                                       |

| Arbitro: | Santoro (Messina) |

|           |           |             |
| Butić 39’ | Marcatori | 53’ Finotto |

| Arbitro: | Miele (Nola) |

|                                                     |           |  |
| Dany Mota 45’ Sampirisi 52’ Ramírez 77’ Colpani 89’ | Marcatori |  |

| Arbitro: | Baroni (Firenze) |

|             |           |                                             |
| Mancosu 19’ | Marcatori | 34’ Tumminello 60’ N. Bianchi 78’ Gălăbinov |

| Arbitro: | Aureliano (Bologna) |

|              |           |              |
| Cavion 45+2’ | Marcatori | 26’ G. Rossi |

| Arbitro: | Paterna (Teramo) |

|                                                               |           |               |
| Melchiorri 14’ Mancosu 36’ (rig.) Vido 62’, 90+2’ Da Riva 83’ | Marcatori | 75’ Partipilo |

| Arbitro: | Marini (Roma) |

|                                                   |           |  |
| Tutino 27’ Bernabé 33’ Vázquez 62’ Benedyczak 68’ | Marcatori |  |

| Ferrara 2 marzo 2022, ore 18:30 CET 27ª giornata | SPAL            | 0 – 0 referto | Cittadella | Stadio Paolo Mazza (4.132 spett.)\| Arbitro: \| Pezzuto (Lecce) \| |
| Arbitro:                                         | Pezzuto (Lecce) |               |            |                                                                    |

| Arbitro: | Gariglio (Pinerolo) |

|  |           |                         |
|  | Marcatori | 32’ Vido 71’ Melchiorri |

| Arbitro: | Paterna (Teramo) |

|                |           |                            |
| Melchiorri 54’ | Marcatori | 45+1’ Collocolo 90’ Büchel |

| Arbitro: | Di Martino (Teramo) |

|           |           |                  |
| Kouan 61’ | Marcatori | 90+4’ Latte Lath |

| Arbitro: | Pairetto (Nichelino) |

|  |           |                                      |
|  | Marcatori | 4’ (rig.) D. Ciofani 65’ Zanimacchia |

| Arbitro: | Sozza (Seregno) |

|                         |           |                            |
| Corazza 18’ Marconi 81’ | Marcatori | 32’ Capradossi 50’ Viviani |

| Arbitro: | Minelli (Varese) |

|                                  |           |                        |
| Dickmann 46’ Sal. Esposito 90+3’ | Marcatori | 41’ Camporese 49’ Caso |

| Arbitro: | Marchetti (Ostia Lido) |

|              |           |  |
| Helgason 44’ | Marcatori |  |

| Arbitro: | Irrati (Pistoia) |

|              |           |            |
| G. Rossi 86’ | Marcatori | 7’ Schnegg |

| Arbitro: | Rapuano (Rimini) |

|             |           |                  |
| Tramoni 84’ | Marcatori | 90+4’ Latte Lath |

| Arbitro: | Aureliano (Bologna) |

|                                          |           |  |
| Dickmann 8’ Pinato 12’ Sal. Esposito 88’ | Marcatori |  |

| Arbitro: | Giua (Olbia) |

|              |           |                  |
| Lapadula 47’ | Marcatori | 45’, 51’ Finotto |

### Coppa Italia

#### Turni eliminatori
| Arbitro: | Cosso (Reggio Calabria) |

|                                   |           |                      |
| Improta 32’ Moncini 120+4’ (rig.) | Marcatori | 90+5’ (aut.) Moncini |

## Statistiche

### Statistiche di squadra
Statistiche aggiornate al 6 maggio 2022.
| Competizione | Punti | In casa | In casa | In casa | In casa | In casa | In casa | In trasferta | In trasferta | In trasferta | In trasferta | In trasferta | In trasferta | Totale | Totale | Totale | Totale | Totale | Totale | DR |
| Competizione | Punti | G       | V       | N       | P       | Gf      | Gs      | G            | V            | N            | P            | Gf           | Gs           | G      | V      | N      | P      | Gf     | Gs     | DR |
| ------------ | ----- | ------- | ------- | ------- | ------- | ------- | ------- | ------------ | ------------ | ------------ | ------------ | ------------ | ------------ | ------ | ------ | ------ | ------ | ------ | ------ | -- |
| Serie B      | 42    | 19      | 4       | 8       | 7       | 30      | 28      | 19           | 5            | 7            | 7            | 16           | 26           | 38     | 9      | 15     | 14     | 46     | 54     | −8 |
| Coppa Italia | -     | 0       | 0       | 0       | 0       | 0       | 0       | 1            | 0            | 0            | 1            | 1            | 2            | 1      | 0      | 0      | 1      | 1      | 2      | −1 |
| Totale       | -     | 19      | 4       | 8       | 7       | 30      | 28      | 20           | 5            | 7            | 8            | 17           | 28           | 39     | 9      | 15     | 15     | 47     | 56     | −9 |

### Andamento in campionato
| Giornata  | 1  | 2 | 3  | 4  | 5  | 6  | 7  | 8  | 9  | 10 | 11 | 12 | 13 | 14 | 15 | 16 | 17 | 18 | 19 | 20 | 21 | 22 | 23 | 24 | 25 | 26 | 27 | 28 | 29 | 30 | 31 | 32 | 33 | 34 | 35 | 36 | 37 | 38 |
| --------- | -- | - | -- | -- | -- | -- | -- | -- | -- | -- | -- | -- | -- | -- | -- | -- | -- | -- | -- | -- | -- | -- | -- | -- | -- | -- | -- | -- | -- | -- | -- | -- | -- | -- | -- | -- | -- | -- |
| Luogo     | T  | C | C  | T  | C  | T  | C  | T  | C  | T  | C  | T  | C  | T  | C  | T  | C  | T  | C  | C  | T  | T  | C  | T  | C  | T  | C  | T  | C  | T  | C  | T  | C  | T  | C  | T  | C  | T  |
| Risultato | P  | V | N  | P  | V  | P  | N  | N  | N  | V  | P  | N  | P  | V  | P  | V  | P  | P  | N  | N  | N  | P  | P  | N  | V  | P  | N  | V  | P  | N  | P  | N  | N  | P  | N  | N  | V  | V  |
| Posizione | 15 | 9 | 10 | 13 | 11 | 14 | 14 | 15 | 14 | 12 | 15 | 15 | 16 | 15 | 15 | 14 | 14 | 15 | 15 | 15 | 14 | 15 | 16 | 15 | 15 | 15 | 15 | 15 | 15 | 15 | 15 | 15 | 15 | 15 | 15 | 15 | 15 | 15 |

Legenda:

Luogo: C = Casa; T = Trasferta. Risultato: V = Vittoria; N = Pareggio; P = Sconfitta.

### Statistiche dei giocatori
Sono in corsivo i calciatori che hanno lasciato la società a stagione in corso.
| Giocatore       | Serie B  | Serie B | Serie B     | Serie B    | Coppa Italia | Coppa Italia | Coppa Italia | Coppa Italia | Totale   | Totale | Totale      | Totale     |
| Giocatore       | Presenze | Reti    | Ammonizioni | Espulsioni | Presenze     | Reti         | Ammonizioni  | Espulsioni   | Presenze | Reti   | Ammonizioni | Espulsioni |
| --------------- | -------- | ------- | ----------- | ---------- | ------------ | ------------ | ------------ | ------------ | -------- | ------ | ----------- | ---------- |
| A. Abou         | 0        | 0       | 0           | 0          | 0            | 0            | 0            | 0            | 0        | 0      | 0           | 0          |
| E. Alfonso      | 11       | -19     | 0           | 0          | 0            | 0            | 0            | 0            | 11       | -19    | 0           | 0          |
| A. Almici       | 5        | 0       | 2           | 0          | 0            | 0            | 0            | 0            | 5        | 0      | 2           | 0          |
| E. Capradossi   | 32       | 2       | 4           | 0          | 0            | 0            | 0            | 0            | 32       | 2      | 4           | 0          |
| R. Celia        | 27       | 0       | 9           | 0          | 0            | 0            | 0            | 0            | 27       | 0      | 9           | 0          |
| L. Coccolo      | 4        | 0       | 1           | 0          | 1            | 0            | 0            | 0            | 5        | 0      | 1           | 0          |
| L. Colombo      | 34       | 6       | 7           | 1          | 1            | 0            | 0            | 0            | 35       | 6      | 7           | 1          |
| G. Crociata     | 24       | 0       | 4           | 0          | 0            | 0            | 0            | 0            | 24       | 0      | 4           | 0          |
| L. D'Orazio     | 14       | 0       | 0           | 0          | 1            | 0            | 0            | 0            | 15       | 0      | 0           | 0          |
| J. Da Riva      | 25       | 2       | 5           | 0          | 0            | 0            | 0            | 0            | 25       | 2      | 5           | 0          |
| F. Di Francesco | 1        | 0       | 0           | 0          | 1            | 0            | 1            | 0            | 2        | 0      | 1           | 0          |
| L. Dickmann     | 32       | 3       | 6           | 1          | 1            | 0            | 0            | 0            | 33       | 3      | 6           | 1          |
| M. Ellertsson   | 6        | 0       | 1           | 0          | 1            | 0            | 0            | 0            | 7        | 0      | 1           | 0          |
| S. Esposito     | 35       | 3       | 6           | 0          | 1            | 0            | 0            | 0            | 36       | 3      | 6           | 0          |
| M. Finotto      | 11       | 3       | 1           | 0          | 0            | 0            | 0            | 0            | 11       | 3      | 1           | 0          |
| D. Heidenreich  | 3        | 0       | 1           | 0          | 0            | 0            | 0            | 0            | 3        | 0      | 1           | 0          |
| E. Latte Lath   | 18       | 3       | 3           | 0          | 1            | 0            | 0            | 0            | 19       | 3      | 3           | 0          |
| M. Mancosu      | 34       | 6       | 5           | 0          | 0            | 0            | 0            | 0            | 34       | 6      | 5           | 0          |
| B. Meccariello  | 15       | 0       | 5           | 0          | 0            | 0            | 0            | 0            | 15       | 0      | 5           | 0          |
| F. Melchiorri   | 27       | 5       | 0           | 0          | 0            | 0            | 0            | 0            | 27       | 5      | 0           | 0          |
| L. Mora         | 25       | 0       | 6           | 0          | 1            | 0            | 0            | 0            | 26       | 0      | 6           | 0          |
| A. Murgia       | 1        | 0       | 0           | 0          | 1            | 0            | 0            | 0            | 2        | 0      | 0           | 0          |
| S. Nador        | 2        | 0       | 0           | 0          | 0            | 0            | 0            | 0            | 2        | 0      | 0           | 0          |
| M. Pabai        | 1        | 0       | 0           | 0          | 0            | 0            | 0            | 0            | 1        | 0      | 0           | 0          |
| P. Peda         | 13       | 0       | 2           | 0          | 0            | 0            | 0            | 0            | 13       | 0      | 2           | 0          |
| M. Pinato       | 15       | 1       | 3           | 0          | 0            | 0            | 0            | 0            | 15       | 1      | 3           | 0          |
| K. Piscopo      | 2        | 0       | 1           | 0          | 0            | 0            | 0            | 0            | 2        | 0      | 1           | 0          |
| A. Pomini       | 3        | -6      | 0           | 0          | 0            | 0            | 0            | 0            | 3        | -6     | 0           | 0          |
| A. Rigon        | 0        | 0       | 0           | 0          | 0            | 0            | 0            | 0            | 0        | 0      | 0           | 0          |
| G. Rossi        | 14       | 3       | 1           | 0          | 0            | 0            | 0            | 0            | 14       | 3      | 1           | 0          |
| F. Saiani       | 0        | 0       | 0           | 0          | 0            | 0            | 0            | 0            | 0        | 0      | 0           | 0          |
| D. Seck         | 18       | 1       | 2           | 0          | 1            | 0            | 0            | 0            | 19       | 1      | 2           | 0          |
| A. Seculin      | 6        | -10     | 0           | 0          | 0            | 0            | 0            | 0            | 6        | -10    | 0           | 0          |
| R. Spaltro      | 2        | 0       | 0           | 0          | 1            | 0            | 1            | 0            | 3        | 0      | 1           | 0          |
| D. Thiam        | 19       | -19     | 1           | 0          | 1            | -2           | 0            | 0            | 20       | -21    | 1           | 0          |
| A. Tripaldelli  | 19       | 0       | 4           | 0          | 0            | 0            | 0            | 0            | 19       | 0      | 4           | 0          |
| G. Tunjov       | 1        | 0       | 0           | 0          | 0            | 0            | 0            | 0            | 1        | 0      | 0           | 0          |
| F. Vicari       | 28       | 0       | 3           | 1          | 1            | 0            | 1            | 0            | 29       | 0      | 4           | 1          |
| L. Vido         | 16       | 3       | 2           | 0          | 0            | 0            | 0            | 0            | 16       | 3      | 2           | 0          |
| F. Viviani      | 21       | 4       | 6           | 1          | 1            | 0            | 1            | 0            | 22       | 4      | 7           | 1          |
| M. Yabre        | 0        | 0       | 0           | 0          | 1            | 0            | 0            | 0            | 1        | 0      | 0           | 0          |
| N. Zanellato    | 17       | 0       | 3           | 0          | 0            | 0            | 0            | 0            | 17       | 0      | 3           | 0          |
| F. Zuculini     | 5        | 0       | 0           | 0          | 0            | 0            | 0            | 0            | 5        | 0      | 0           | 0          |

## Giovanili

### Organigramma
Area direttiva
- Responsabile dell'area tecnica: Andrea Catellani
- Responsabile organizzativo: Alessandro Orlandini
- Responsabile attività di base: Massimiliano De Gregorio
- Responsabile scouting: Francesco Conti
- Segretario amministrativo: Nicola Marchesi

Area tecnica - Primavera
- Allenatore: Fabrizio Piccareta (fino al 4 febbraio 2022), Paolo Mandelli
- Preparatore atletico: Carlo Oliani
- Preparatore portieri: Andrea Brunello
- Medico sociale: Roberto Altavilla
- Recupero infortuni: Federico Zanettin
- Fisioterapista: Stefano Gaetani

Area tecnica - Under 18
- Allenatore: Paolo Mandelli (fino al 4 febbraio 2022), Massimo Pedriali

Area tecnica - Under 17
- Allenatore: Claudio Rivalta

Area tecnica - Under 16
- Allenatore: Marco Sansovini

Area tecnica - Under 15
- Allenatore: Jonathan Binotto

### Piazzamenti
- Primavera
  - Campionato Primavera 1: 17º. Retrocessa in Primavera 2
  - Coppa Italia Primavera: Quarti di finale
  - Torneo di Viareggio: Ottavi di finale
- Under 18
  - Campionato Under-18 Serie A-B: 4º. Vincitrice dei playoff e Campione d'Italia Under-18
- Under-17
  - Campionato Under-17 Serie A-B: 4º nel girone B. Secondo turno playoff
- Under-16
  - Campionato Under-16 Serie A-B: 4º nel girone C. Semifinale playoff
- Under-15
  - Campionato Under-15 Serie A-B: 7º nel girone C